# アウディ
アウディ（ドイツ語: Audi AG）は、ドイツの自動車メーカー。バイエルン州インゴルシュタットに本社を置く。親会社であるフォルクスワーゲンAGの子会社として、世界9か所の生産拠点で自動車を生産している。ドイツプレミアムブランド御三家の1つ。

## 概要
ドイツ国内には、インゴルシュタット、ネッカーズルムに組み立て工場がある。過去にはKarmann-Rheineにカブリオレモデルの80（1997年 - 2000年）、A4（2002年 - 2009年）を一部生産委託していた時期もあった。
2012年現在、ドイツ国外の生産拠点はハンガリー・ジェール、ベルギー・ブリュッセル、スペイン・マートレル、スロヴァキア・マルティン、ブラチスラヴァ（両工場はVWのプラント）、インド・アウランガーバード、中華人民共和国・長春市の7箇所に置いている。なお、2013年度から中国仏山市でも生産（年間生産能力15～20万台）が開始される予定。
同グループでは、主に中〜上級価格帯を対象とするブランドと位置づけられている。「クワトロ」（quattro）という名称の四輪駆動システムを持ち、アルミボディなど先進的な技術を用いる傾向がみられる。ディーゼルエンジン（TDI）を、環境対策上のガソリンエンジン車の代替と位置づけており、重点的に開発・宣伝を行なっている。車種構成はフロントエンジン・前輪駆動（FF）車とFFベースの四輪駆動車がほとんどである。従来車体デザインがおとなしいと評されていたが、最近はデザイン的にもBMW、メルセデス・ベンツに引けを取らないよう押しの強いデザインを取り入れ、フロントマスクが睨み付けるようなデザインのモデルも増えてきた。

### エンブレム
現在のアウディ車に使われている「フォーシルバーリングス」と呼ばれる4つの輪を組み合わせたエンブレムは、かつてのアウトウニオンのエンブレムに手を加えたもので、アウトウニオン設立に参加した4社の団結を象徴するものである。なお、左から順にアウディ、DKW、ホルヒ、ヴァンダラーを指すものとされる。
なお、アウトウニオン設立以前のアウディのエンブレムはアルノ・ドレッシャーのデザインになるもので、"audi"と書かれた逆三角形の上に半球が乗り、更にその上にアラビア数字の「1」が乗るといったものであった。

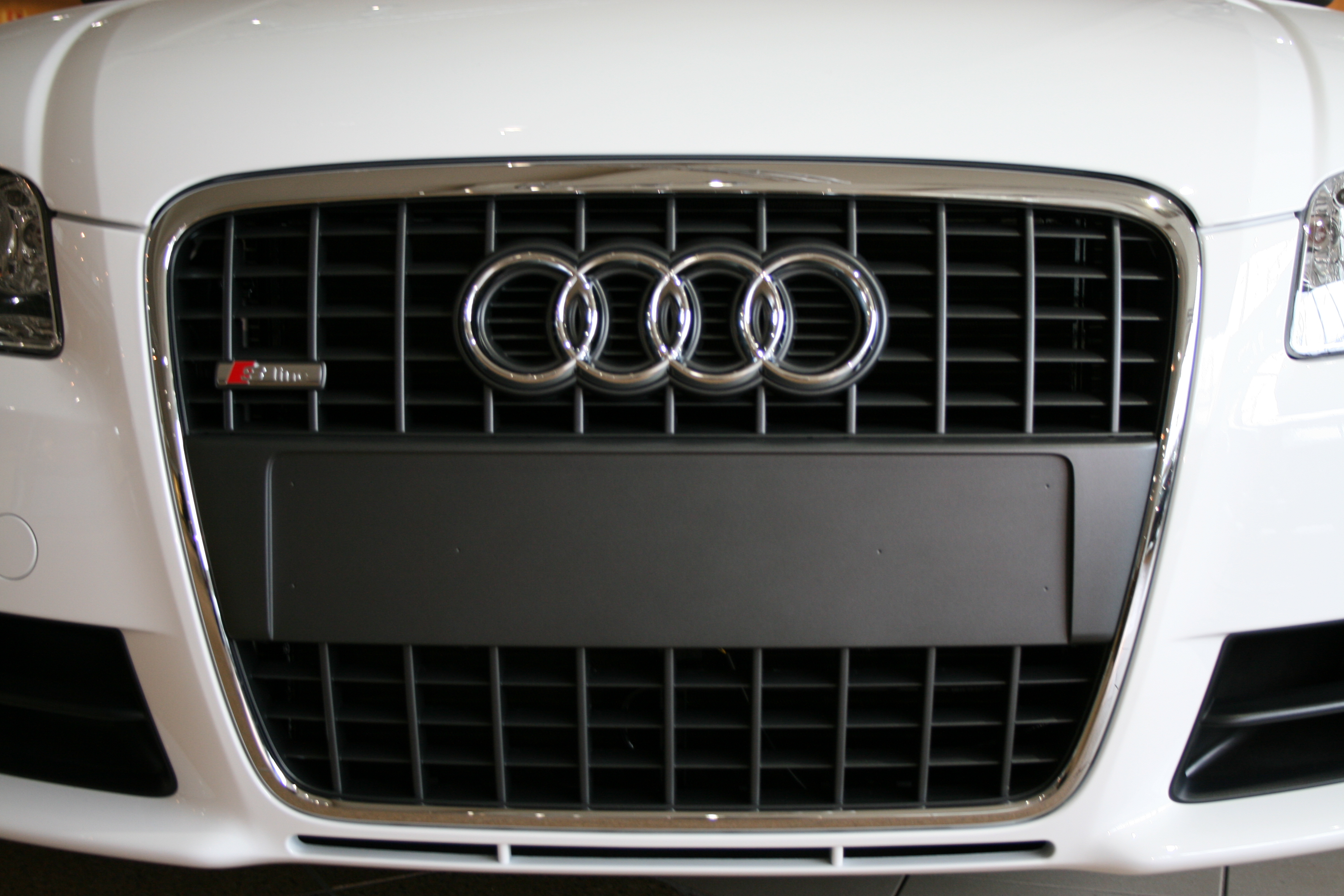
アウディのエンブレム
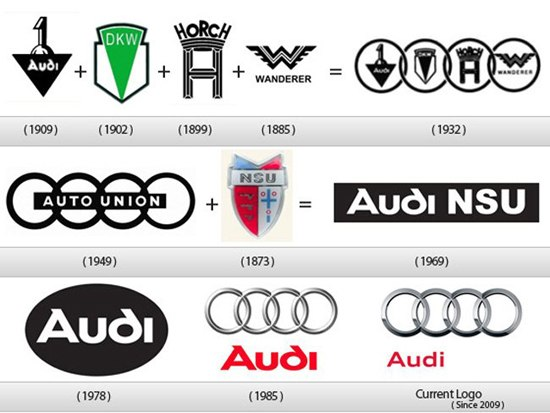
歴代のロゴ

### 名称
創業者アウグスト・ホルヒ（de:August Horch）の姓「horch」は、「聞く」を意味するドイツ語「horchen」を連想させるものであった。これをラテン語に訳した言葉にちなむ。「horch」は「horchen」の親称二人称単数の命令形であり、そのラテン語が「audi (audī)」である。
後述するように、ホルヒは「ホルヒ自動車製造株式会社」から追放されたのち、新会社「ホルヒ自動車製造有限会社」を設立したが、裁判所に訴えられ名称を使用することができなくなった。ホルヒが友人のフランツ・フィッケンチャーと相談した際、フランツの息子ハインリッヒが「聞く」という意味のラテン語「アウディ」はどうかと提案し、それが採用されることになった。
1985年にアウディNSUアウトウニオンAGからアウディAGへ社名変更したが、「アウディ」が選ばれた理由は「世界のだれもが発音しやすい名前」だからという。

## 沿革

### 創業期
創業者はアウグスト・ホルヒ（August Horch、1868-1951年）。自動車史の黎明期にメルセデス・ベンツで工場長を務めた後に独立、ザクセン州ツヴィッカウでホルヒを設立し、1901年から自動車生産を開始、当時としては高性能・高品質の自動車を送り出して名声を得る。
しかしアウグスト・ホルヒは、良質の車を作ることにこだわって経営面への配慮を欠くきらいがあり、1909年には経営陣から追放を受けた。速やかに自力で別のホルヒを設立、自動車生産を開始したが、元のホルヒの抗議によって、同一社名・車名を使うことを差し止められる。
この結果、アウグスト・ホルヒは1910年に自社の社名・車名を「ホルヒ」から「アウディ」に変更。アウディとはラテン語で「聞く」という意味で英語のaudioの語源であり、ホルヒのドイツ語での意味と同義である。
アウディは2612 cc（2.6 L）4気筒のモデルからスタートし、3564 cc（3.6 L）、4680 cc（4.7 L）、5720 cc（5.7 L）となっていく。これらは人気を得、スポーツイベントでも活躍した。アウグスト・ホルヒは1920年にアウディを去った。初の6気筒モデルは1924年の4655 cc（4.7 L）だった。1928年、アウディはDKWのオーナーだったイェルゲン・スカフテ・ラスムッセンに買収される。同年、ラスムッセンは米国リッケンバッカー自動車の生産設備を購入、この設備は1929年から生産された高級モデル、ツヴィッカウ（Audi Zwickau）とドレスデン（Audi Dresden）で使われ、またこれらにはリッケンバッカーのエンジンを搭載した。他にプジョーからライセンスした4気筒エンジンを搭載したモデルも生産された。この時期のアウディ車は特殊なボディワークがなされた高級車だった。

### アウトウニオン

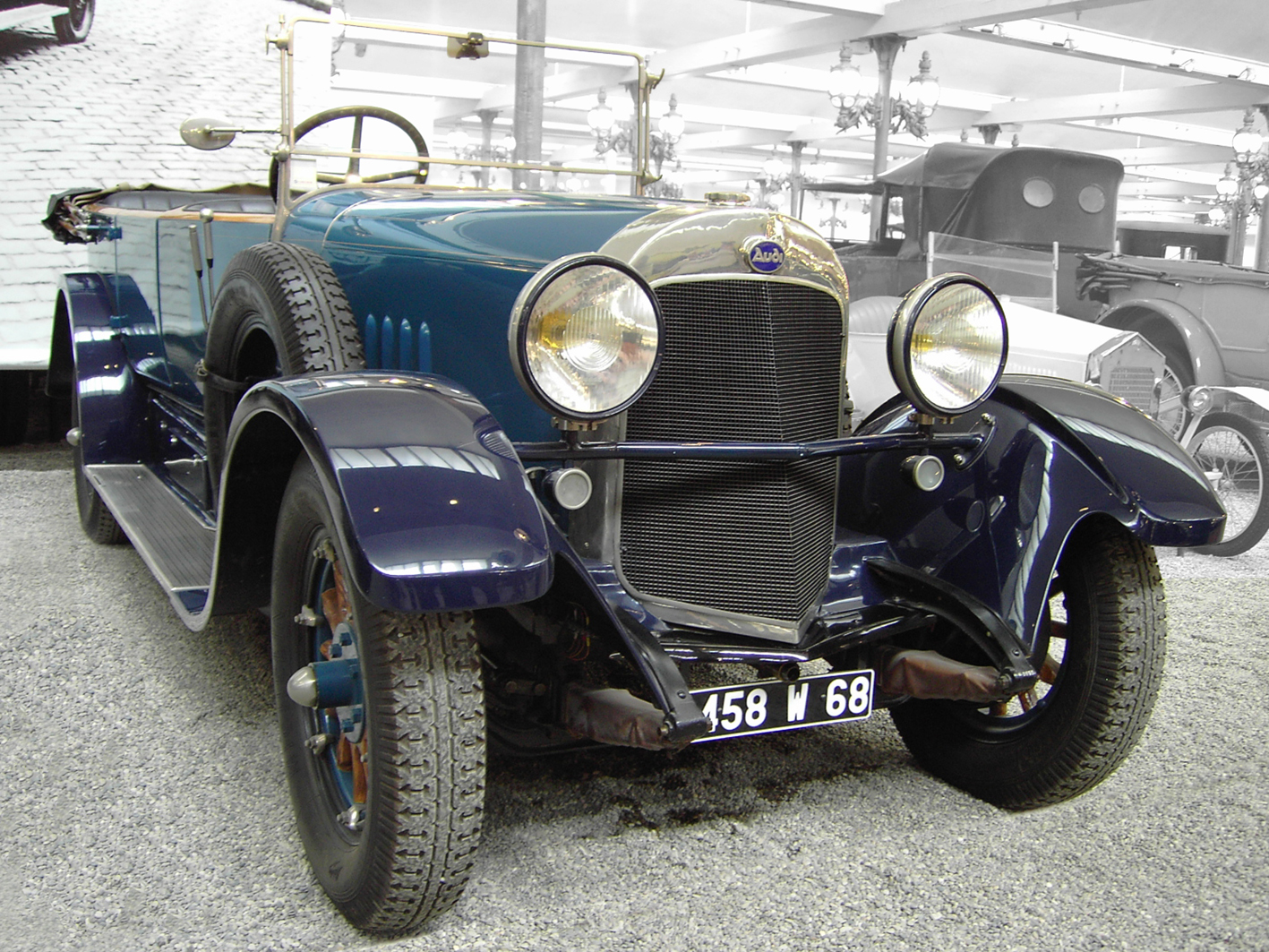
アウディタイプE

第一次世界大戦後の不況の中、ドイツ自動車市場にはアメリカ大手自動車メーカーが大挙して進出し、既存の国内メーカーを脅かしていた。これに対抗するため、1932年にザクセン州に本拠を置く中堅メーカーであったDKW、アウディ、ホルヒ、ヴァンダラーの4社が合同し、新たにアウトウニオン（Auto Union, 自動車連合）を結成した。「アウディ」ブランドのモデルは同社の中級〜高級クラスの車種として存続したが、第二次世界大戦勃発で製造中止された。

アウトウニオンは、第二次世界大戦の戦禍とその敗戦後のソ連によるザクセンの工場接収という壊滅的な被害から逃れ、西ドイツのインゴルシュタットを新天地として再出発した。部品やバイク、バンの生産を経て、「アウトウニオン」および「DKW」ブランドで乗用車の生産を再開した。1956年から1964年まではダイムラー・ベンツの支配下にあり、1964年以降はフォルクスワーゲンの傘下となっている。

### アウディの復活
1965年に「アウディ」ブランドの乗用車生産が再開され、前輪駆動の堅実な中級セダンを主軸とする形で80・スーパー90・100などモデルのラインナップを広げた。1969年にはロータリーエンジンの開発で知られたNSUを併合、アウディNSUアウトウニオンとなる。以降は80や100シリーズなどのヒット作を世に送り出しフォルクスワーゲン・グループの中〜上級クラスを担うブランドとして発展した。1985年に社名をアウディに変更した。
1980年代には乗用車用四輪駆動システムの「クワトロ」を開発し、「四輪駆動はオフロード向け」というイメージを塗り変えた。
1986年には、今では鉄の防錆に欠かせない亜鉛めっきを量産車として世界初採用し、車体の耐久性・持続性を向上させた。後に他の自動車メーカーも追随した。
フォルクスワーゲンのゴルフはアウディが開発を手がけた車である。1970年代、ビートルの後続車の開発がなかなか進まないフォルクスワーゲンにアウディの社長だったルドルフ・ライディングが移籍し、当時フォルクスワーゲンがビートルの後続モデルとして計画しポルシェが設計・開発していたミッドシップの2ドア・ハッチバック試作車EA266を設計図を見たとたんに開発中止を命じ、元職場で計画中だったFF車を急遽代案として採用した。

### 近年・今後のアウディ
- 技術分野ではクラッチを2つの構造としたデュアルクラッチトランスミッション、「S-トロニック」を採用している。グループ企業のフォルクスワーゲンなどにも「DSG」として利用されているが、「今のところ、最も理想的なトランスミッション」と言われている。
- ランボルギーニ・ガヤルドの開発に技術などを提供している。
- 2005年はクワトロ生誕25周年で、2月にクワトロ生誕25周年記念行事「クワトロナイト」が開催され、SUVコンセプトモデル「パイクスピーク・クワトロ」の市販版であるQ7を披露し、RS4が雪坂道を登るというパフォーマンスが披露された。
- フロントグリルの意匠は、逆台形から、バンパーラインで上下二段に分割される「ダブル」、そしてそれをまとめた「シングルフレーム」へと変化してきており、現在では「シングルフレームグリル」がアウディのアイデンティティーとなっている。
- 2008年、自動車メーカー各社が大幅に新車の販売台数を減ずる中、アウディはA4をベースとしたコンパクトSUVのQ5 TDI（コモンレールディーゼル）が牽引役となり、前年比4%増の100万3400台を記録し、創業以来初の100万台超えを達成している[6]。
- 今後はボトムレンジを担う、A1、A5、A7、ステッペンウルフの市販版でA3ベースのQ3などが2010年前後までにデビューするといわれており、2005年10月19日、東京モーターショーでのプレス・ブリーフィングでは、アウディAGのマルティン・ヴィンターコルン会長（当時）も、「これからの3年間で、さらに6つの新しいプロダクツを販売していく」と明言している。
- 2012年、イタリアのオートバイメーカーであるドゥカティを傘下に持つ投資会社インベストインダストリアル・ホールディングスから株式を取得し、同社を買収した[7]。

## 車種一覧

### 現行モデル
アウディの現行モデルには大きく分けてセダンやハッチバックなどのAモデル、SUVのQモデルの二つのベースモデルがあり、それに加えてTT、R8の二つのスポーツカー、電気自動車モデルのe-tronシリーズをラインナップしている。また、一部モデルを除きベースモデルをチューニングしたハイパフォーマンスモデルが設定されており、アウディのチューニングによるSモデル（Sportに由来）、子会社であるアウディスポーツ（旧クワトロ社）のチューニングによりさらに性能を高めたRSモデル(Racing Sportに由来)がある。
| 外観 | 車名      | ボディ形状                    | ラインナップ |
| ---- | --------- | ----------------------------- | --- |
|      | A1        | ハッチバック                  | - A1 スポーツバック                                                                                                 |
|      | A3        | ハッチバック セダン           | - A3 スポーツバック - A3 セダン - S3 スポーツバック - S3 セダン - RS3 スポーツバック - RS3 セダン                   |
|      | A4        | セダン ステーションワゴン     | - A4 セダン - A4 アバント - A4 オールロードクワトロ - S4 - S4 アバント - RS4 アバント                               |
|      | A5        | クーペ カブリオレ 4ドアクーペ | - A5 - A5 カブリオレ - A5 スポーツバック - S5 - S5 カブリオレ - S5 スポーツバック - RS5 クーペ - RS5 スポーツバック |
|      | A6        | セダン ステーションワゴン     | - A6 - A6 アバント - S6 - S6 アバント - RS6 アバント                                                                |
|      | A6 e-tron | セダン ステーションワゴン     | - A6 スポーツバック e-tron - A6 アバント e-tron                                                                     |
|      | A7        | 4ドアクーペ                   | - A7 スポーツバック - S7 スポーツバック - RS7 スポーツバック                                                        |
|      | A8        | セダン                        | - A8 - S8 |
|      | Q2        | クロスオーバーSUV             | - Q2 - SQ2 |
|      | Q3        | クロスオーバーSUV クーペSUV   | - Q3 - Q3 スポーツバック - RS Q3 - RS Q3 スポーツバック                                                             |
|      | Q4 e-tron | クロスオーバーSUV クーペSUV   | - Q4 e-tron - Q4 スポーツバック e-tron                                                                              |
|      | Q5        | クロスオーバーSUV クーペSUV   | - Q5 - Q5 スポーツバック - SQ5                                                                                      |
|      | Q5 e-tron | クロスオーバーSUV             | - Q5 e-tron |
|      | Q6        | クロスオーバーSUV             | - Q6 |
|      | Q6 e-tron | クロスオーバーSUV クーペSUV   | - Q6 e-tron - Q6L e-tron - Q6 e-tron スポーツバック                                                                 |
|      | Q7        | SUV                           | - Q7 - SQ7 |
|      | Q8        | クーペSUV                     | - Q8 - RS Q8 |
|      | Q8 e-tron | クロスオーバーSUV クーペSUV   | - Q8 e-tron - Q8 e-tron スポーツバック                                                                              |
|      | e-tron GT | 4ドアクーペ                   | - e-tron GT - RS e-tron GT                                                                                          |

### かつてのモデル（戦前除く）
- 50

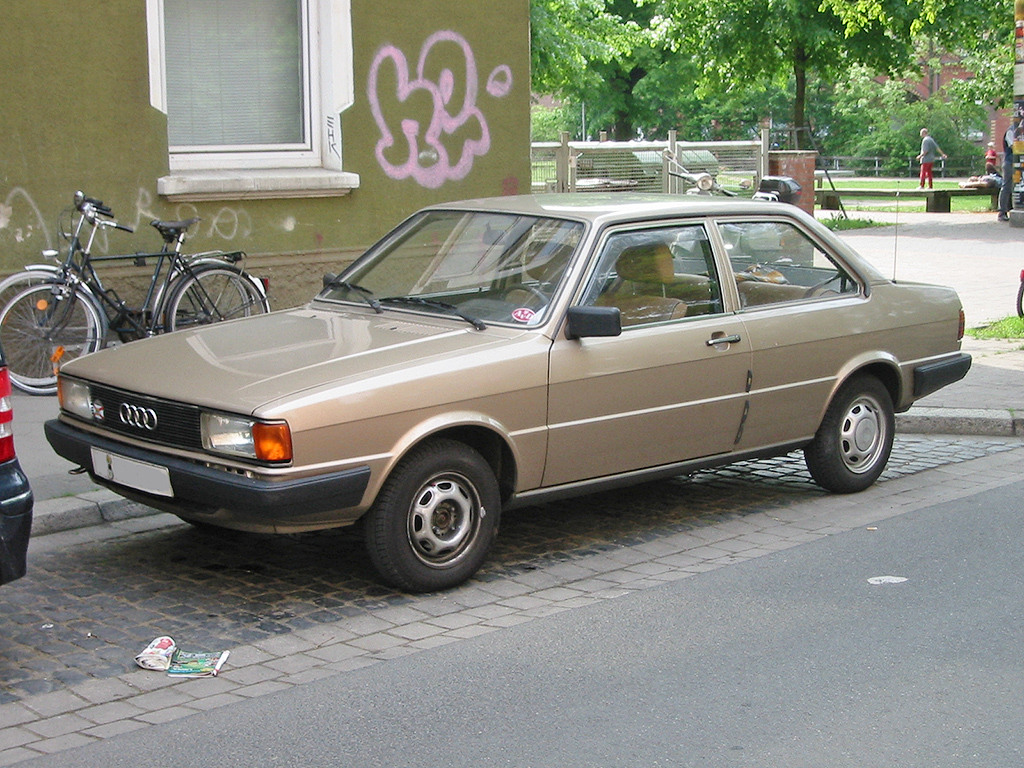
アウディ・80 (B2)

- アウディ60・72・75・80（初代）・スーパー90 （F103型）
- 80 / クーペ / クワトロ / スポーツ・クワトロ / 90
- S2 / アウディ・RS2
- 100 / 100クーペS / V8 / 200
- A2
- オールロード・クワトロ / A6オールロード・クワトロ
- TT
- R8

## コンセプトカー
ここ数年はモーターショーに出品するコンセプトカーは殆どがクアトロとなっている。

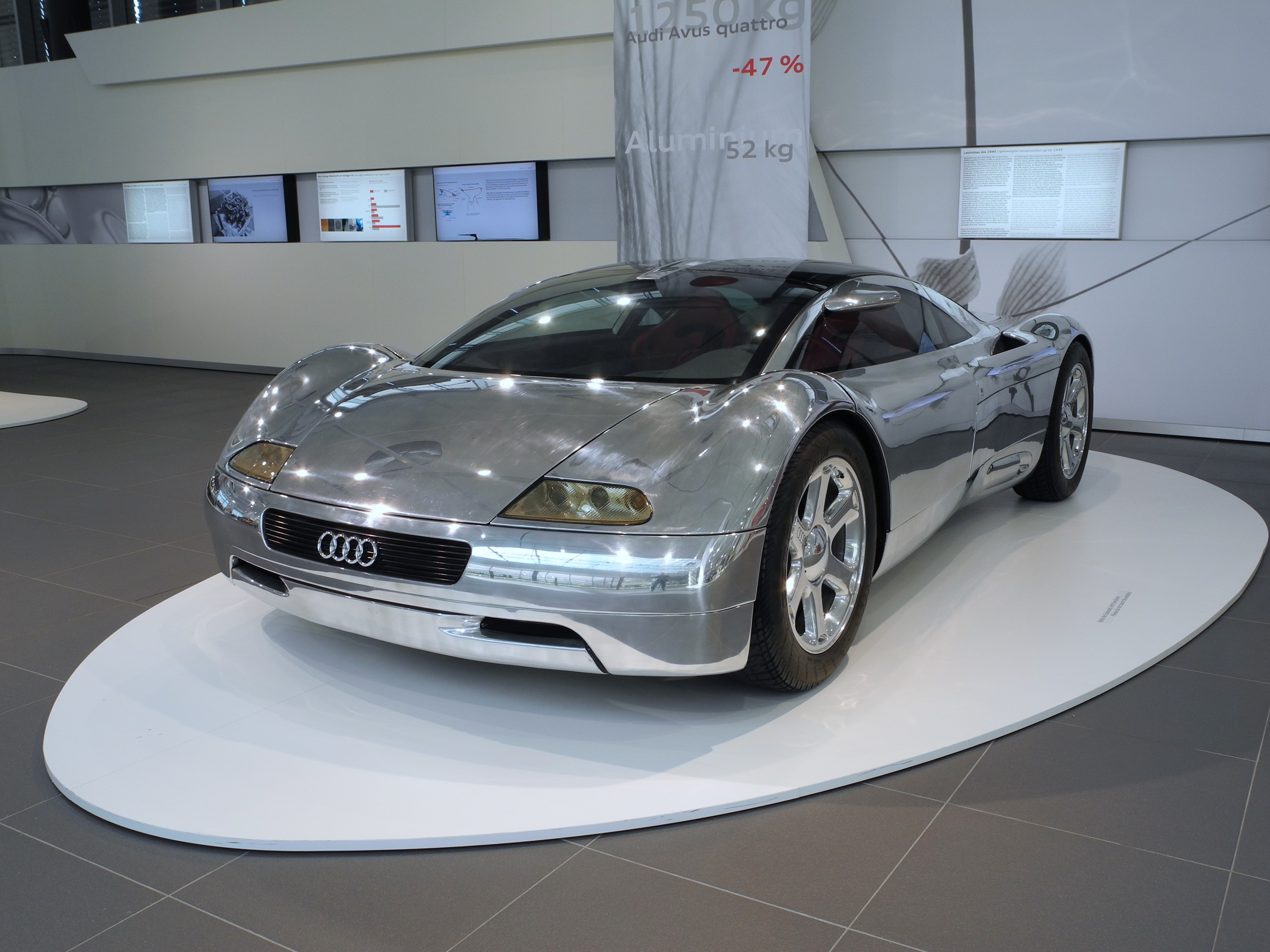
アウディ Avus quattro

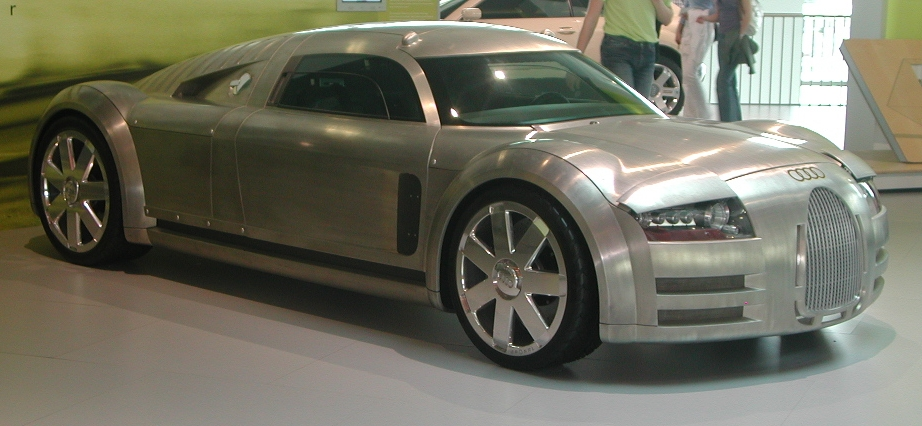
アウディ Rosemeyer

- アウディ Studie Auto 2000（1981年）
- アウディ quattro Spyder（1991年）
- アウディ Avus quattro（1991年）
- アウディ Steppenwolf（2000年）
- アウディ Rosemeyer（2001年）
- アウディ Avantissimo（2001年）
- アウディ Nuvolari quattro（2003年）
- アウディ Pikes Peak quattro（2003年）
- アウディ LeMans quattro（2003年）
- アウディ RSQ（2004年）
- アウディ allroad quattro concept（2005年）
- アウディ Q7 hybrid concept（2005年）
- アウディ Shooting brake concept（2005年）
- アウディ Roadjet concept（2006年）
- アウディ A1 project quattro（2007年）
- アウディ A1 Sportback（2008年）
- アウディ R8 TDI Le Mans（2008年）
- アウディ Sportback（2009年）
- アウディ e-tron（2009年）
- アウディ quattro（2010年）
- アウディ A1 e-tron（2010年）
- アウディ A1 clubsport quattro（2011年）
- アウディ e-tron Spyder（2011年）
- アウディ Urban Concept（2011年）
- アウディ A2 concept（2011年）
- アウディ A3 concept（2011年）
- アウディ Sport quattro concept（2013年）
- アウディ TT Offload Concept（2014年）
- アウディA3 clubsport quattro concept（2014年）
- アウディ TT Sportback concept（2014年）
- アウディ prologue（2014年）
- アウディ prologue Avant Show Car（2015年）
- アウディ e-tron quattro concept（2015年）
- アウディ prologue allroad（2015年）
- アウディ h-tron quattro concept（2016年）
- アウディ Q8 concept（2017年）
- アウディ Q8 sport concept（2017年）
- アウディ e-tron Sportback concept（2017年）
- アウディ Elaine（2017年）
- アウディ Aicon（2017年）
- アウディ PB18 e-tron（2018年）
- アウディ e-tron GT concept（2018年）
- アウディ Q4 e-tron Concept（2019年）
- アウディ AI:ME（2019年）
- アウディ AI:TRAIL quattro（2019年）
- アウディ A6 e-tron Concept（2021年）
- アウディ skysphere concept（2021年）
- アウディ grandsphere concept（2021年）

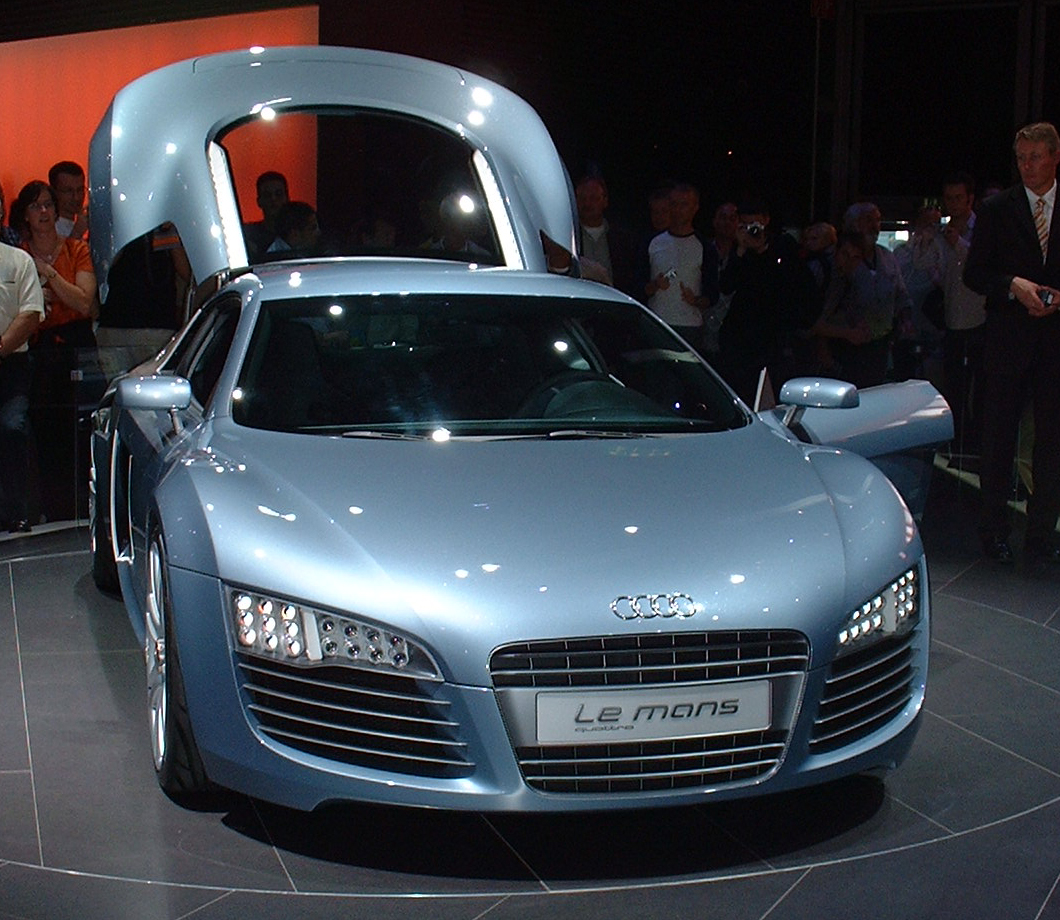
アウディ Le Mans quattro
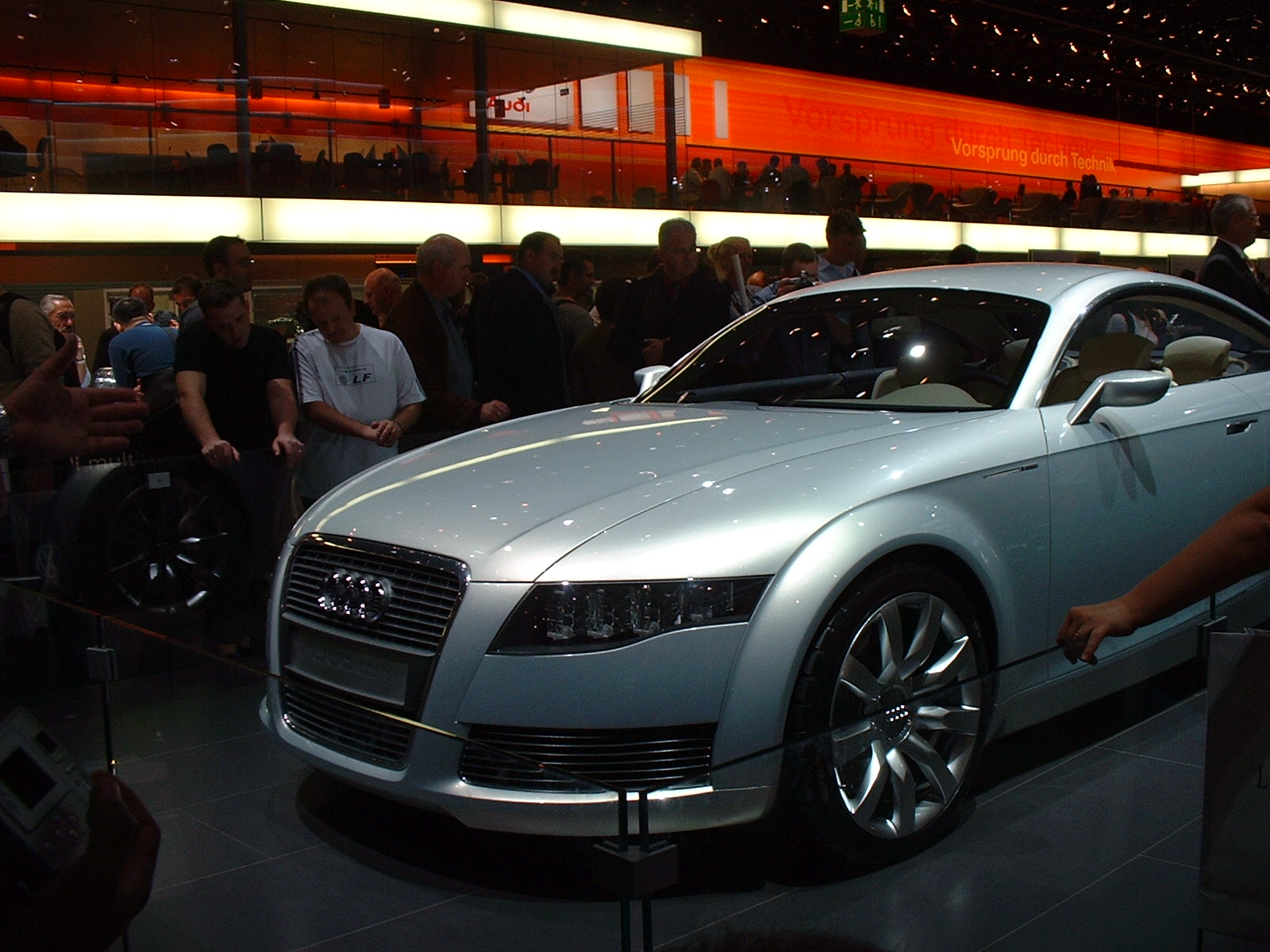
アウディ Nuvolari quattro
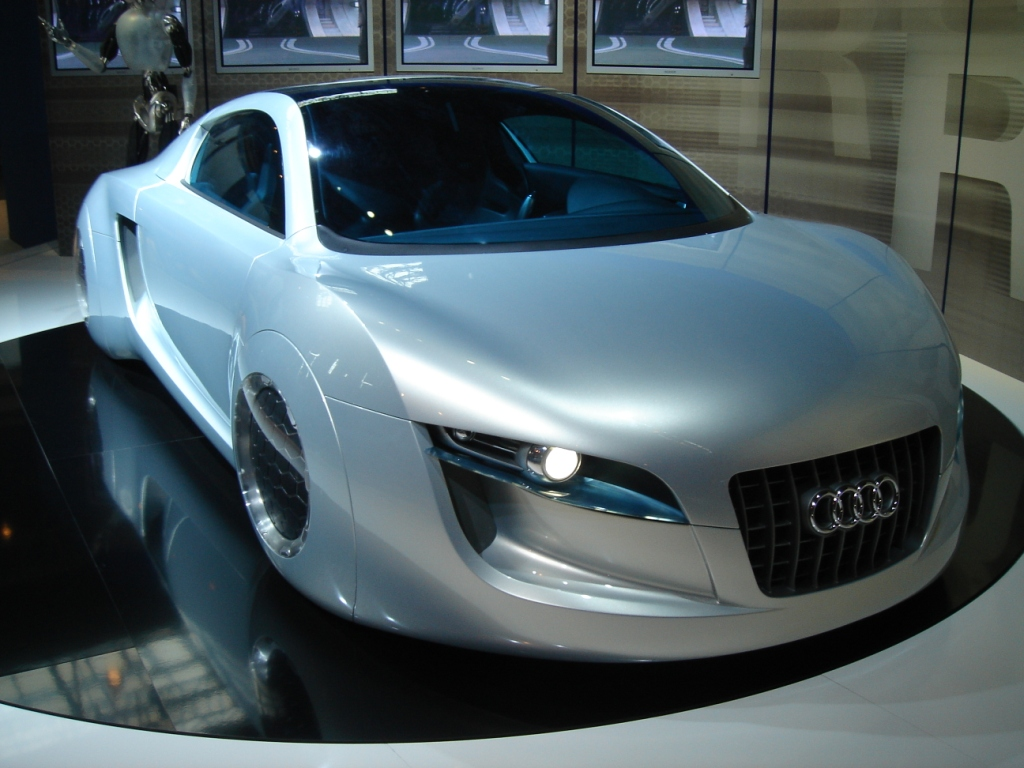
アウディ RSQ
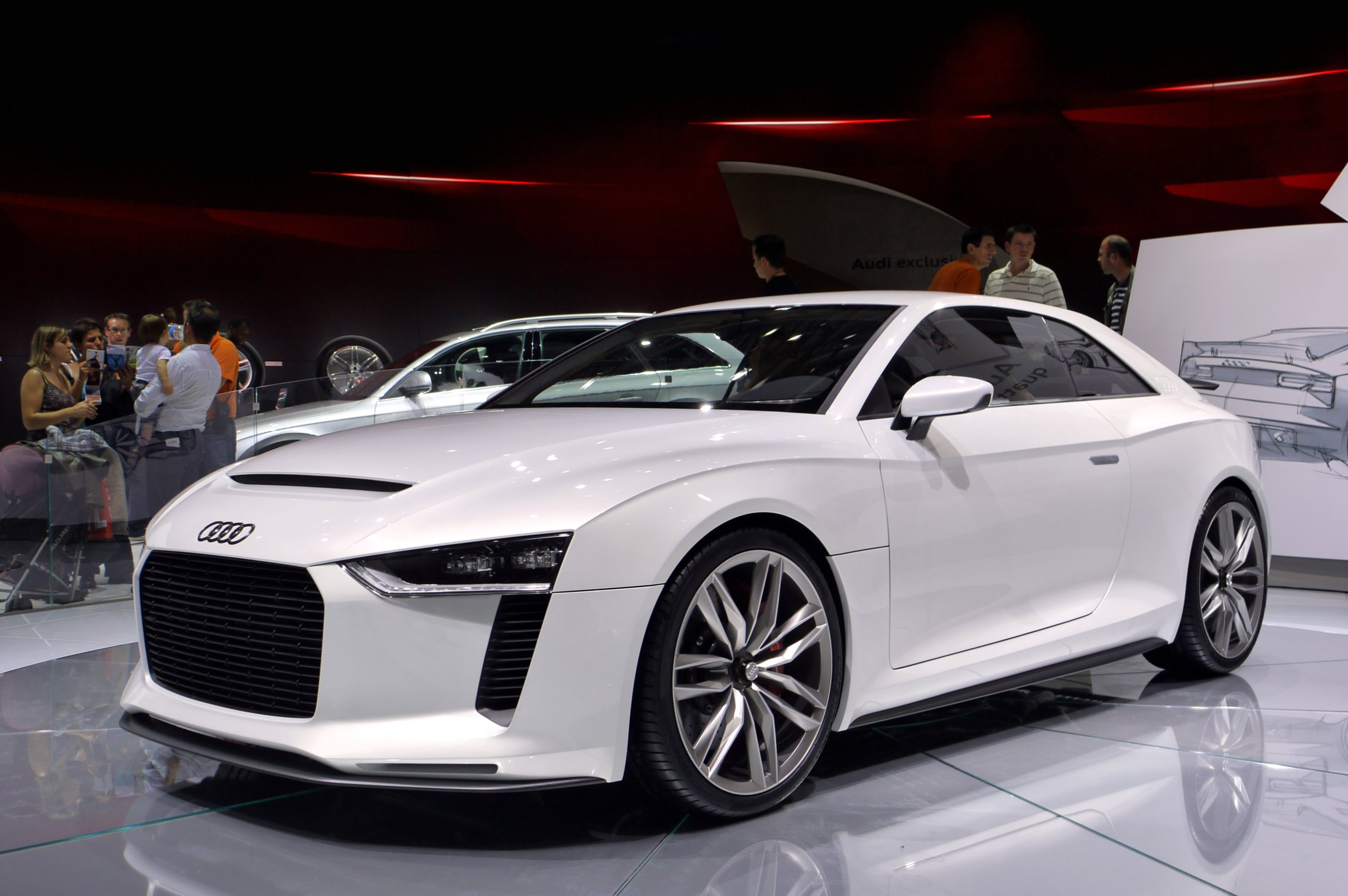
アウディ quattro
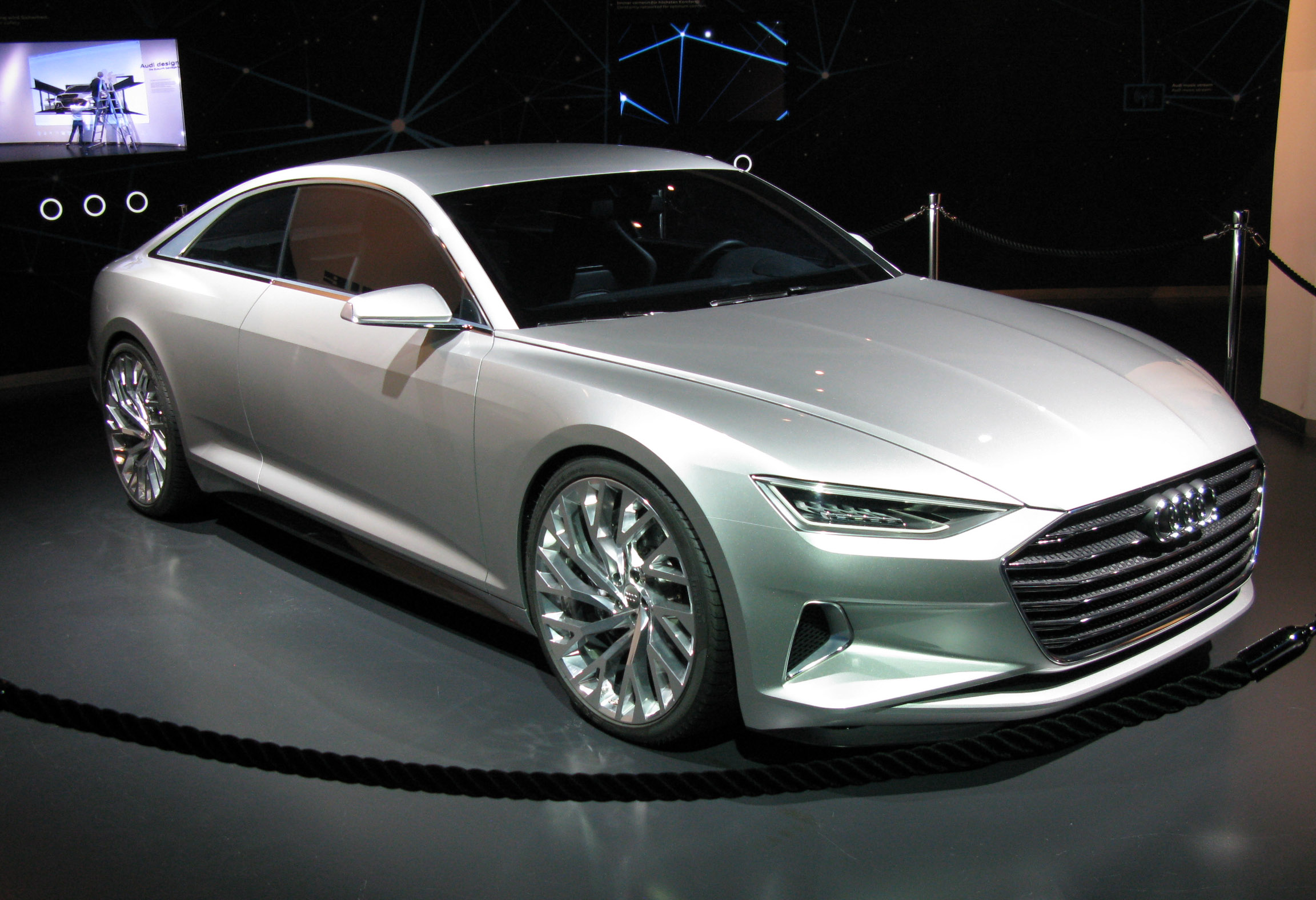
アウディ prologue
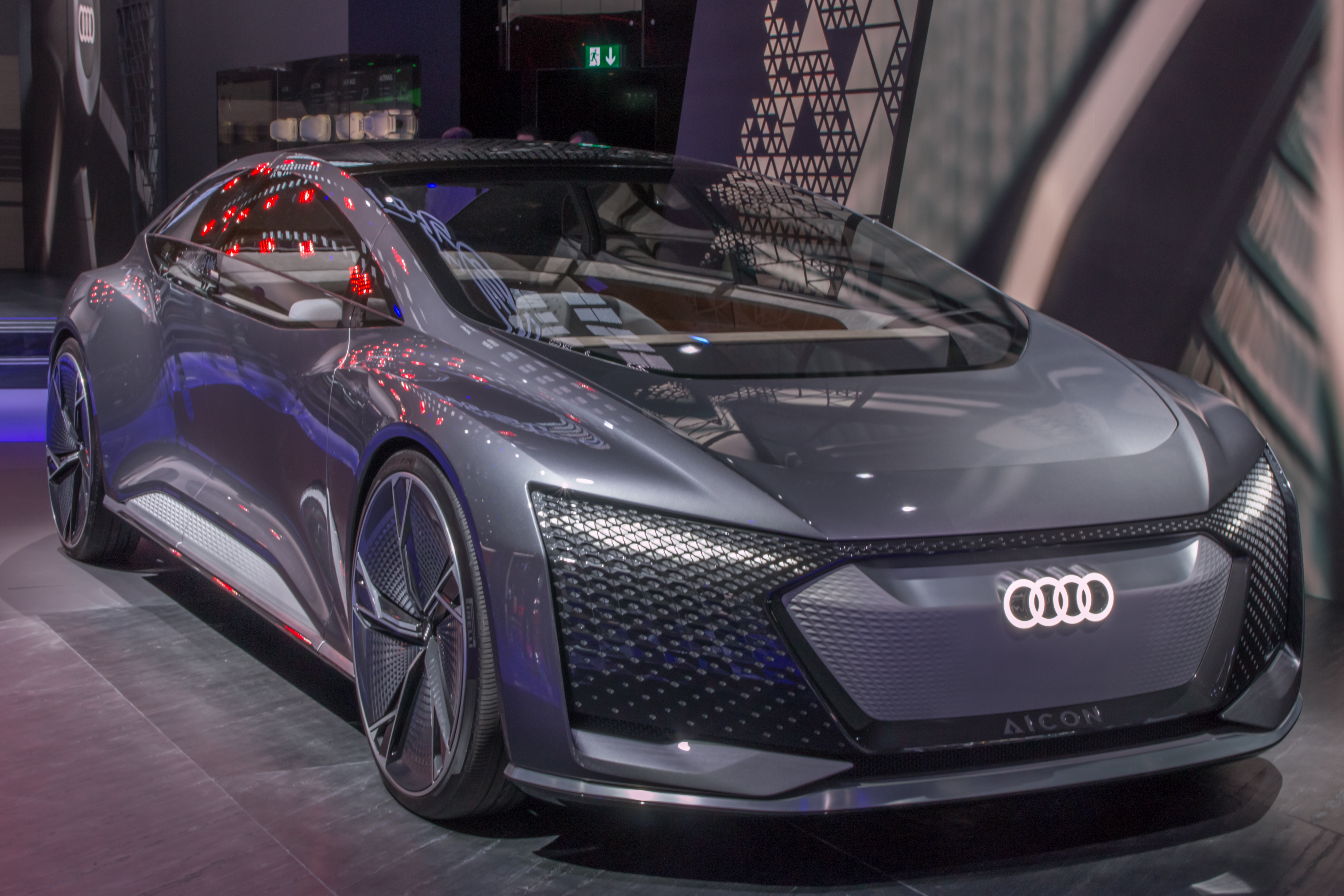
アウディ Aicon
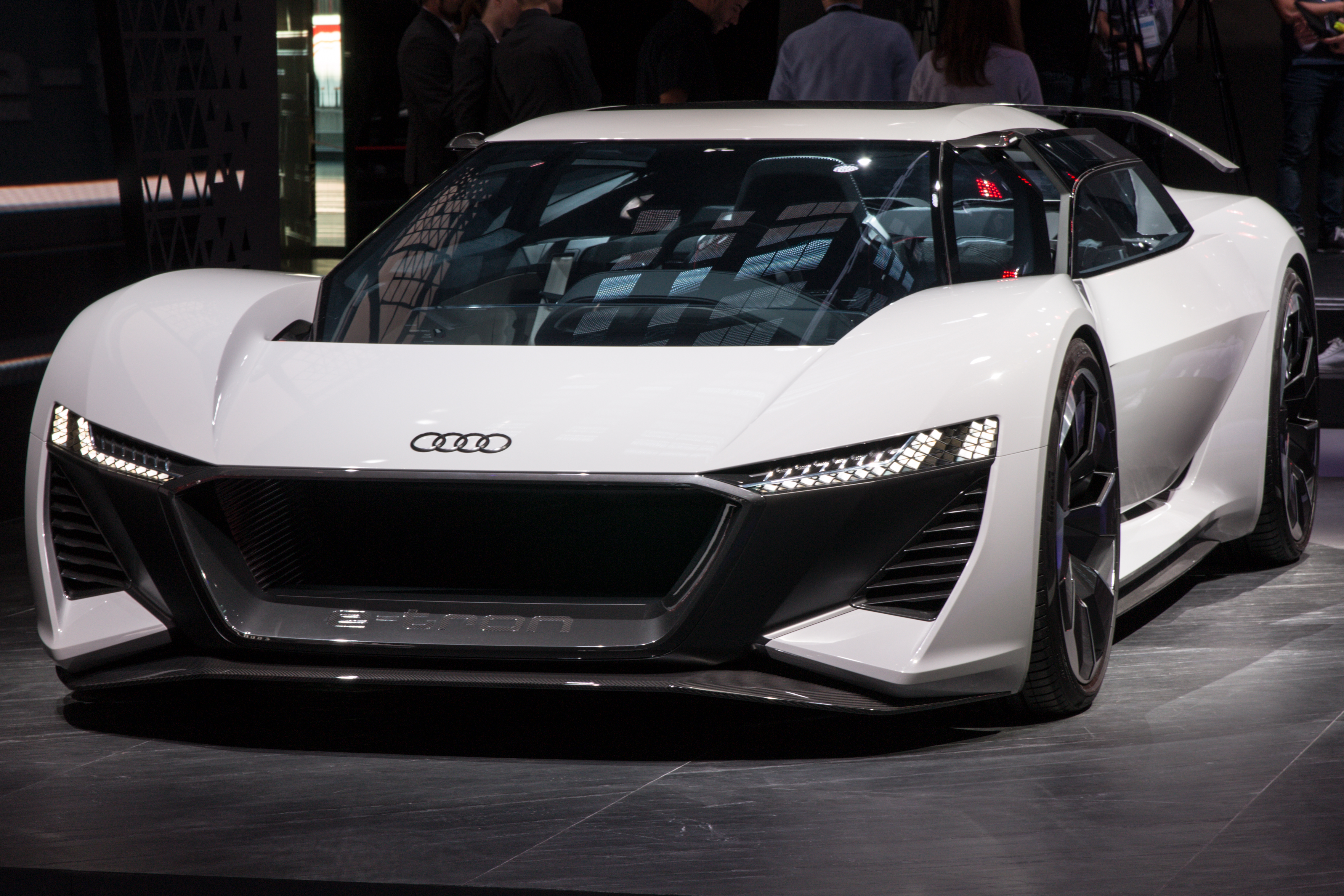
アウディ PB18 e-tron

## テクノロジー
- S-トロニック - デュアルクラッチトランスミッションで、もともとはアウディS1などのラリーカーからフィードバックされた技術。過去にポルシェがレース（Cカー）で使用していたものがルーツであるという話もある。シフトチェンジをすべて電子制御化、バイワイヤー化されたATセレクターとスロットルを連動させることにより、シフトアップ&ダウンに要する時間は、わずか0.2秒。もっとも難しいとされる6速から2速へのシフトダウンも0.9秒で行う。
- クアトロシステム - センターデフにトルセンデフを搭載し、電気的（ブレーキによる4輪独立空転制御）ではなく、駆動力（トルク）に応じて機械的に差動を制限し、空転を防ぐ。現行S、RSモデルおよびA4、A5、Q5、A6、Q7では、イニシャルで前後比40:60に設定されている。A3、S3、TTではハルデックスカップリングを用いた4輪駆動システムが採用されており、こちらはイニシャルの前後比が95:5となっている。またR8も同じくハルデックスカップリングを用いたシステムであるが、前後比は15:85とかなりMRに近くなっている。
- 燃料層状噴射（Fuel Stratified Injection ） - 4ストローク機関で圧縮行程の燃焼室に直接ガソリンを噴射するガソリン直噴エンジンで、失火を防ぐため点火プラグ周りのみを理論空燃比とし、層状燃焼（プラグ周り以外は希薄燃焼）させるすることで燃料消費を抑える。
- TDIテクノロジー（Turbocharged Direct Injection） - 排出ガスの後処理を含むコモンレール式ターボディーゼル直噴エンジンシステム。高出力、省燃費、低環境負荷を実現。2006年からル・マン24時間耐久レースの参加車両にも採用され、3年連続、5回の総合優勝を成し遂げている。
- アウディスペースフレーム - スペースフレームをアルミ押し出し材の溶接組み立てで構成し、重量を押さえ、かつ剛性を高めた。量産車としては世界初採用。
- アウディマグネティックライド - 磁性流体で作動するアダプティブシステムにより、走行状況とドライバーのドライビングスタイルに応じてロールの抑制を行い、乗り心地とダイナミックな走りを同時に実現する。
- プロコン-テン（Proconten 、Programmed Contraction-Tension の略） - 運転者衝突保護システム。衝突時に衝撃でエンジンが後方に押された場合、各所と連動した金属製ワイヤーと滑車により、シートベルトのテンションが引っ張りこまれ、それと同時にステアリングポストがダッシュボード側に引っ込むように沈み込んでいく。これらの作動により、運転者がハンドルで体を強く打つことから避けることができる。

## 日本での販売
1967年にヤナセがアウディLを輸入したことから始まる。以来1992年末までヤナセにより輸入・販売された。また、1992年に「フォルクスワーゲンアウディ日本」（のちのフォルクスワーゲングループジャパン）が輸入元となり、旧ジヤクス系の「ファーレン」およびトヨタ自動車系の「DUO」店でフォルクスワーゲン（VW）と併売された。
1998年にアウディ部門が独Audi AGが100%出資する「アウディジャパン」として分離（現社長フィリップ・ノアック）。VWとの併売体制になっている「ファーレン」「DUO」販売網のディーラー契約を一旦白紙に戻し、改めてアウディ専売のディーラー契約を結び直し、2001年より新CIに準拠した全国ディーラー網を始動させた。2007年にはヤナセとの共同出資で作ったディーラー「ヤナセアウディ販売」をアウディジャパン側が全部買収し、「アウディジャパン販売」としてインポーター直販体制を作った。2008年の新規登録台数は16,040台であり、輸入車に占める割合は7.8%であった。
首都圏や大阪にショールーム（販売店）を設置しており、2013年には横浜・みなとみらい地区にアウディジャパン販売が展開するショールームの中で国内最大規模（旗艦店）となる「Audi みなとみらい」が開業した。また、東京・尾山台にある本社ショールームは安藤忠雄の設計となっている。
2016年1月より、前社長である大喜多寛の退任により、アウディジャパン販売株式会社の代表取締役社長であった、斎藤徹が着任した。
また2016年より、R8とRSモデルを販売するサブブランド「アウディスポーツ」が5店舗で展開された。
2020年、アウディジャパン販売の全株式を「PAIGジャパンオートモビルインベストメント合同会社」に譲渡。日本での販売をポルシェ・ホールディングの世界展開に組み込み、アウディジャパンはインポーター業務に専念する。
2022年1月1日付で、アウディジャパンはフォルクスワーゲングループジャパンへ吸収合併され、アウディジャパンは解散した。日本におけるアウディのインポーター業務はフォルクスワーゲングループジャパンが継承した。

## モータースポーツ
1973年、過去にメルセデスのF1（W196）やル・マン24時間レース（300SLR）の開発を担ったエンジニアのルートヴィッヒ・クラウスの手により誕生したアウディ・80は、レース用のベース車両として用いられた。
1978年にレース部門『アウディスポーツ』が創設され、ラリーを皮切りにワークスによるレース活動が開始されることとなる。

## 宣伝・広報活動
- FISアルペンスキー・ワールドカップのタイトルスポンサー。
- 地元のサッカークラブであるFCインゴルシュタット04のメインスポンサーであり、ホームスタジアムの名称はアウディ・スポーツパークである。他にも欧州の著名サッカークラブのスポンサー契約を結んでおり、スペインのレアル・マドリードやアウディと同じバイエルン州に本拠を持つバイエルン・ミュンヘンが有名。
- なお2017年1月20日にデンマークのproe-Sportsチーム「Astralis」のスポンサー契約を結んだ。

### 日本
- 1987年より毎年夏に箱根 彫刻の森美術館で開催される招待制のイベント「Audi MUSIC meets ART」（TOKYO FMが主催）に協賛している。2007年4月からは同名のラジオ番組が同局系列でスタートした。
- 1992年にちあきなおみの「星影の小径」が日本国内でCMソングに使われた。
- 2009年頃から俳優の川原和久がCMナレーションに起用されている。
- 2011年5月より日本サッカー協会およびサッカー日本代表・サッカー日本女子代表のサポーティングカンパニー。

#### 提供番組
- ※現在は提供番組なし
- 過去の提供番組
- 有吉弘行のダレトク!?（関西テレビ制作・フジテレビ系）
- にじいろジーン（関西テレビ制作・フジテレビ系）
- 教えてもらう前と後（毎日放送制作・TBS系）
- 土曜プレミアム（フジテレビ）
- 情報プレゼンター とくダネ!（フジテレビ）※金曜前半ナショナルスポンサー→月曜前半ナショナルスポンサー→月曜後半ナショナルスポンサー・木曜後半ナショナルスポンサー
- フジサンケイクラシック（フジテレビ）後任はSUBARU
- 火曜ドラマ（TBS）※2020年10月 - 同年12月まで、それまで提供していたコミックシーモアから引き継いだ。かつては同業者であるBMWと日産自動車が提供していた。後に再び日産自動車が提供、後任はキリンビール→大正製薬。

## 不祥事・事件

### 中国販売店による「日本人皆殺し」横断幕
2012年9月中国国内のアウディ販売店で「日本人を皆殺しにする」という横断幕が掲げられた。中国で尖閣諸島をめぐる反日デモが激化する中で、販売店の中国人社員14人が抗議行動として個人的な意志からこの横断幕を掲げた。内容は「我々は自分たちを犠牲にしても日本人を皆殺しにする!たとえ国家が滅亡しても釣魚島（尖閣諸島）を取り返す!」であった。
アウディ日本法人はすぐにコメントを発表。「このような行為があったことは誠に遺憾であるとともに、憤りを覚えております」とのニュースリリースを掲載した。ドイツ本社の「（今回の行為は）受け入れがたい」というコメントも含まれていた。ドイツ本社はTwitterで「我々は今回の中国での行動といかなる暴力からも距離を置く。我々は対話と外交を主張する」というコメントを出した。しかし、このドイツ本社のコメントについては他人事のように述べているという批判が日本のネット上で起きた。台湾やアメリカでも「もっと深刻にとらえ、きちんと謝罪すべきではないのか」との批判の声がネット上で起きた。

### 排出ガス規制不正問題
フォルクスワーゲン車の排出ガス規制不正問題(フォルクスワーゲン#排出ガス規制不正問題)は同様なディフィートデバイスを搭載したアウディ社ディーゼルエンジンにも波及し、A1、A3、A4、A5、A6、TT、Q3、Q5が対象となると発表された。さらに、3リットルV6ディーゼルエンジンを搭載した2016年モデルのQ5、Q7、A6、A7、A8にも不正ソフトウェアが発見されたと米環境保護局が発表した。
2018年6月18日にはルパート・シュタドラー会長が不正に関与した疑いで逮捕された。2023年6月27日、ミュンヘン地方裁判所はシュタドラー元会長に詐欺罪で禁錮1年9月と罰金110万ユーロの判決を言い渡した。

## その他
多様なニーズに応えるオーダーメイドプログラムとして「Audi exclusive」がある。11色のレザー、8色のアルカンターラ、9種類のカーペット、7種類のウッド、2種類のインタルシアウッドから成るインテリアのみならず、アルミホイールやオフィスパーツ、また、スペシャルボディーカラーの選択も可能な「自分だけの」アウディを創るプログラムである。